# Bazylika Zwiastowania Najświętszej Marii Panny w Czerwińsku nad Wisłą

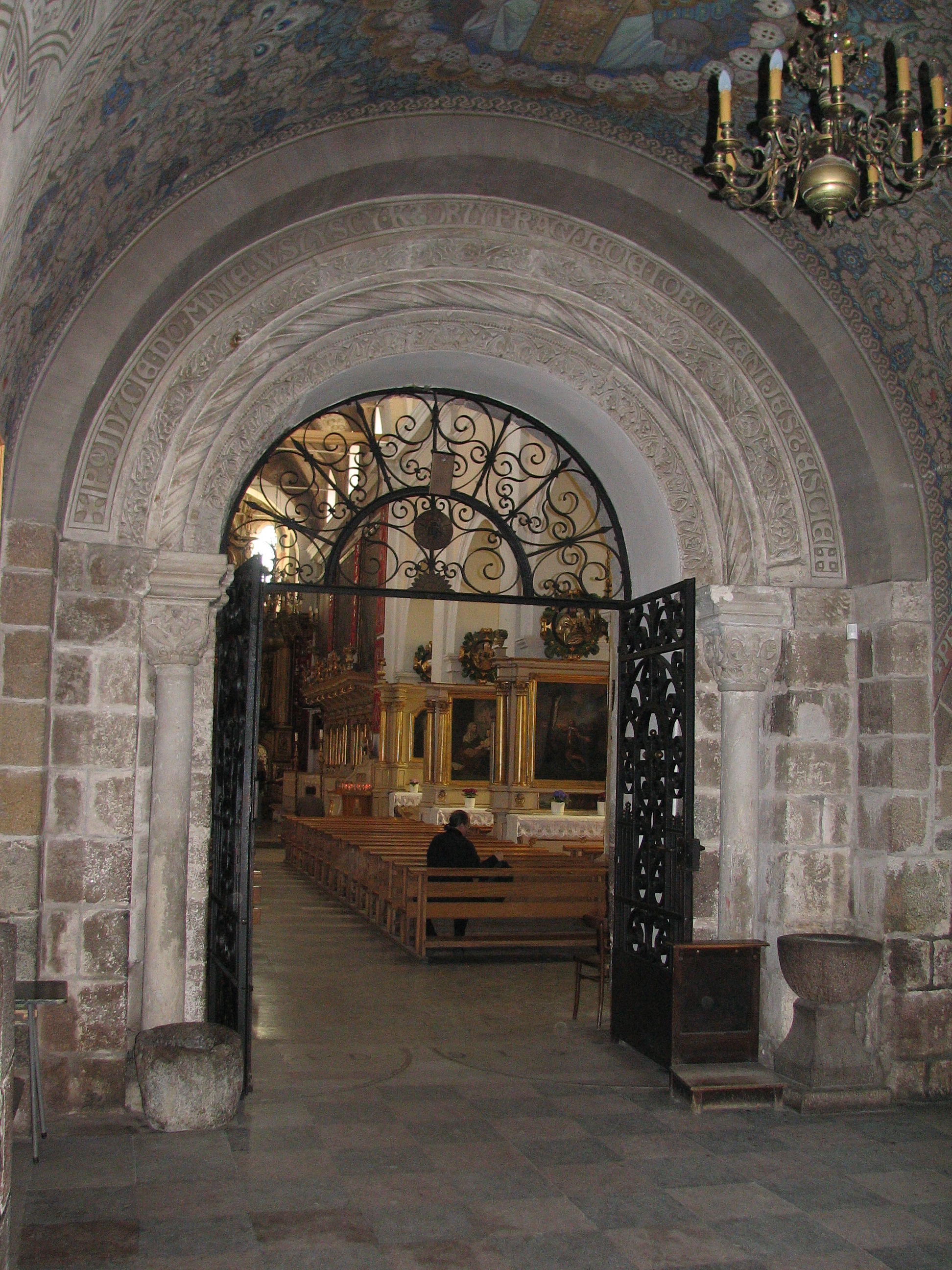
Romański portal

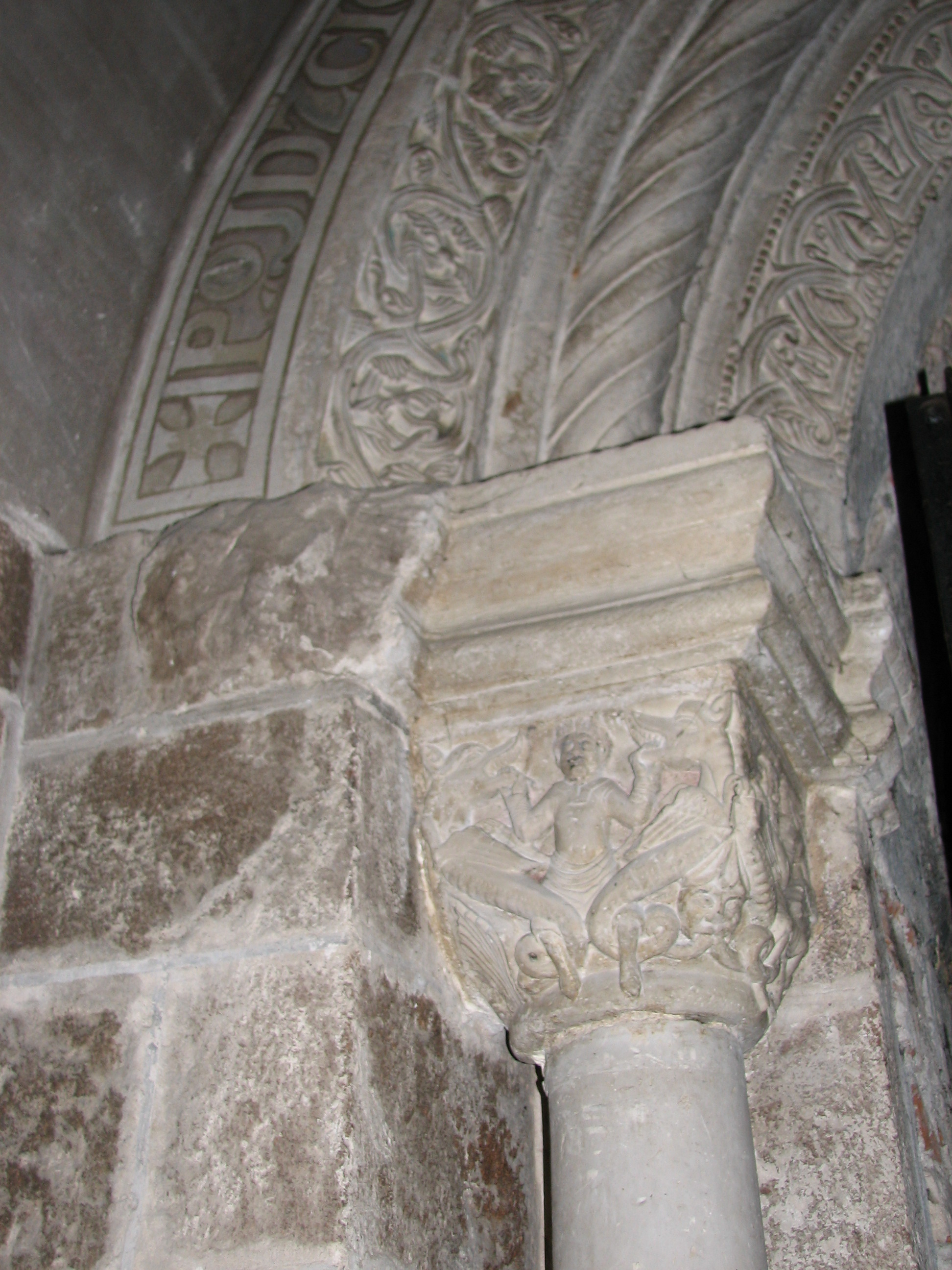
Romański portal

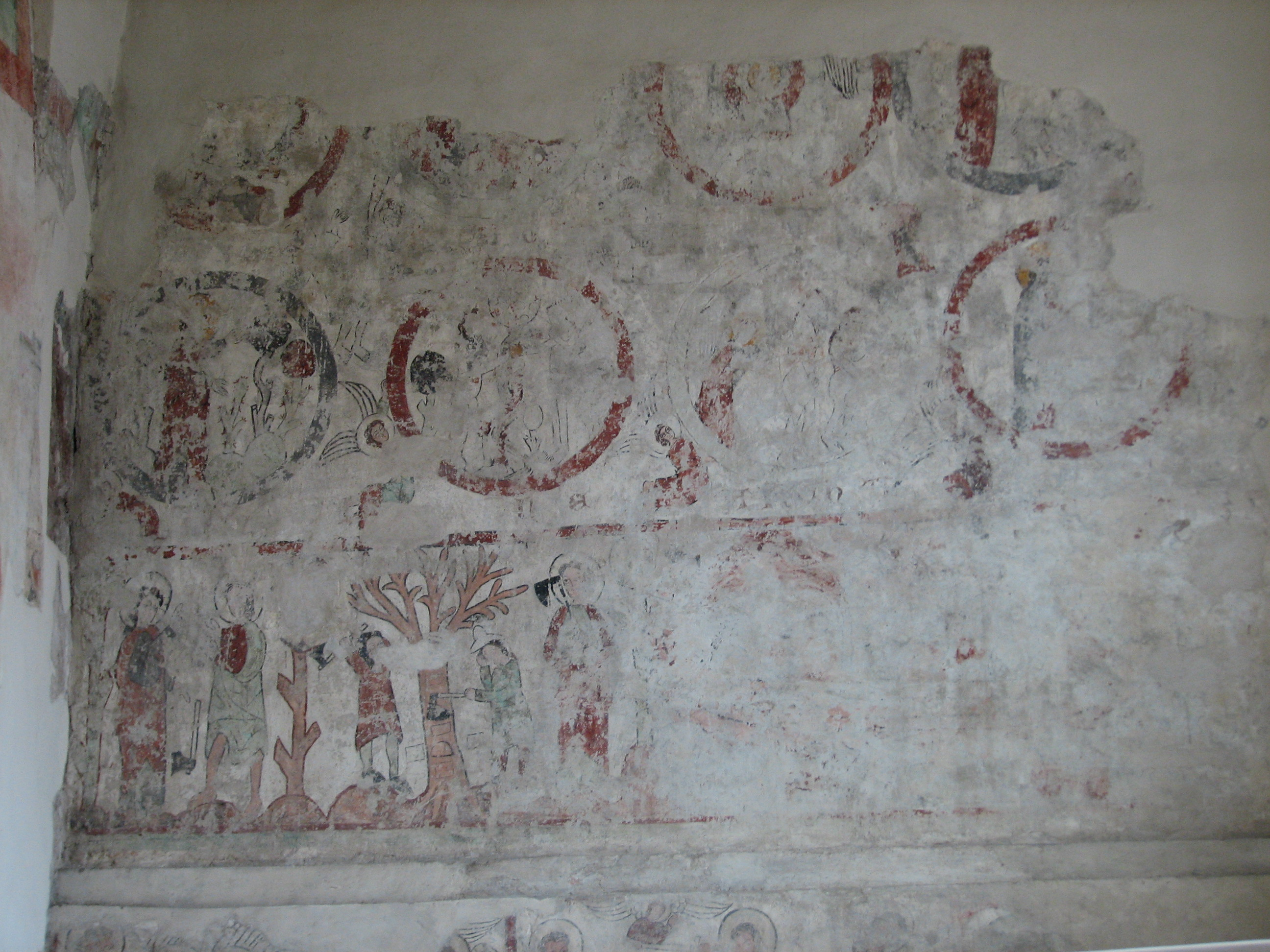
Freski w kościele

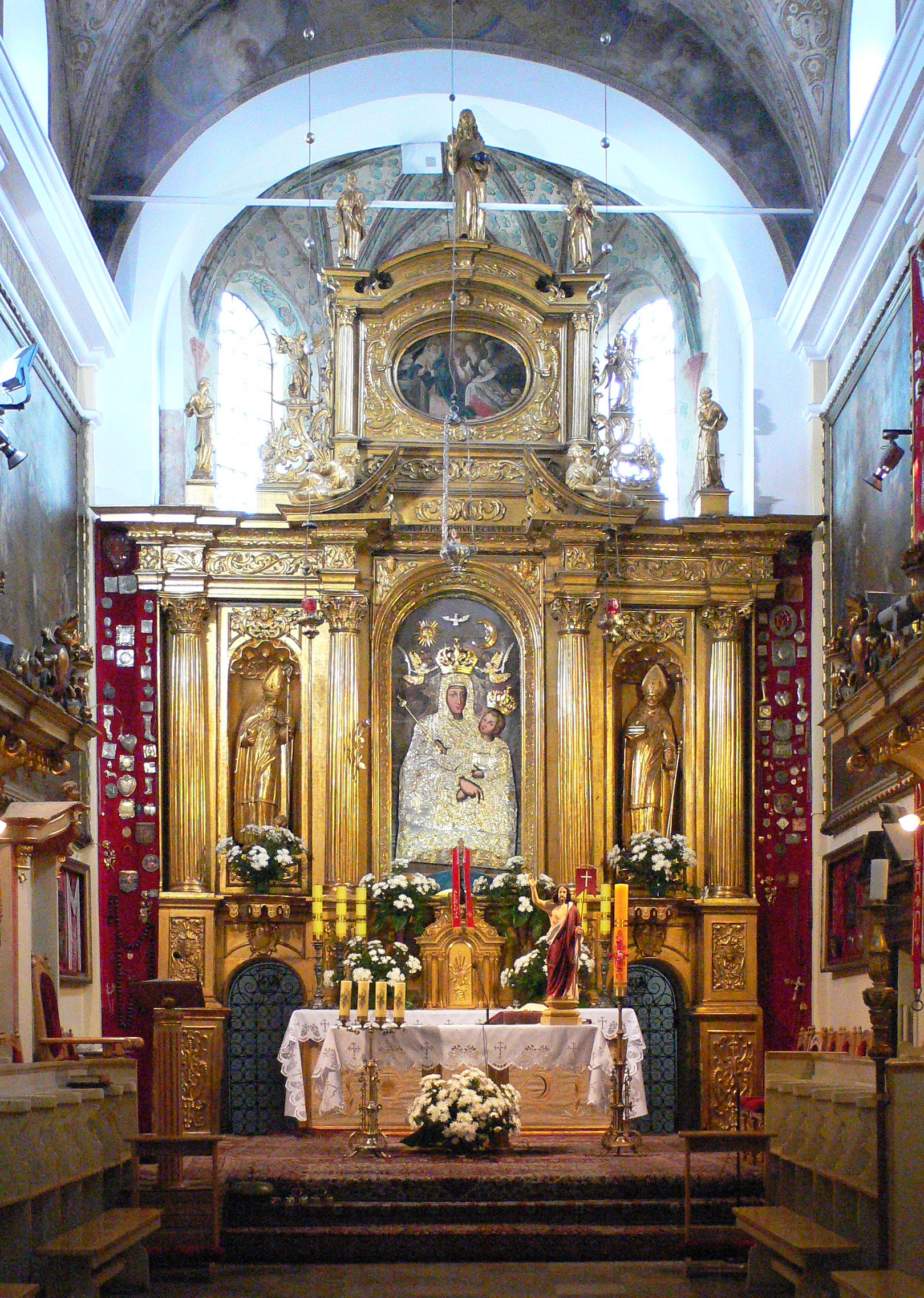
Ołtarz główny (widok sprzed prac restauratorskich z lat 2018–2020)

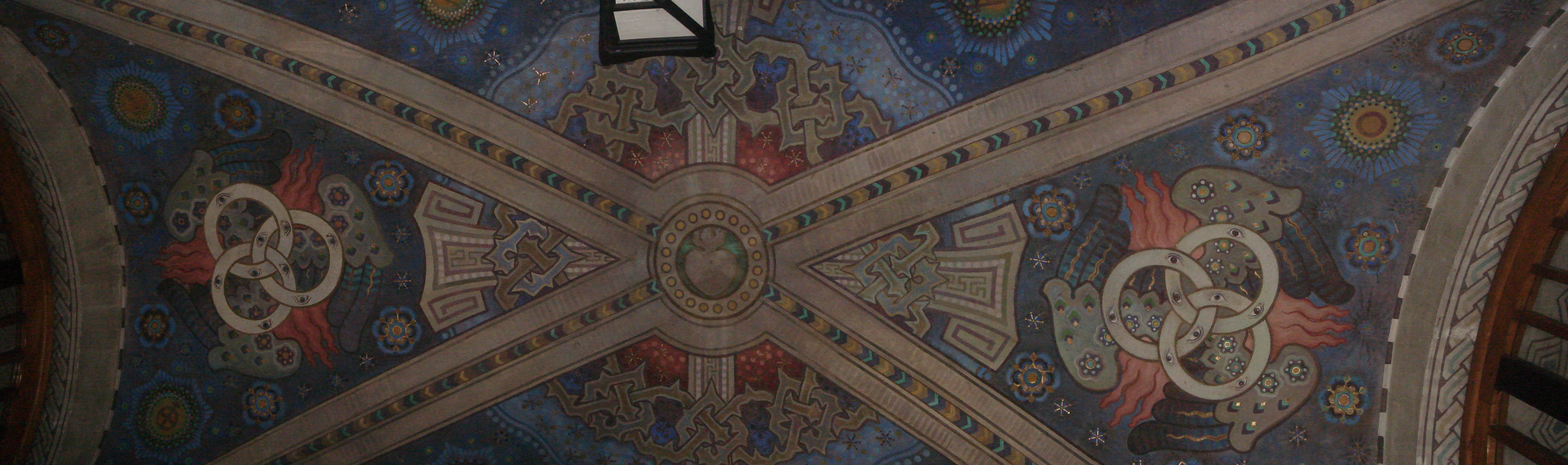
Nawa

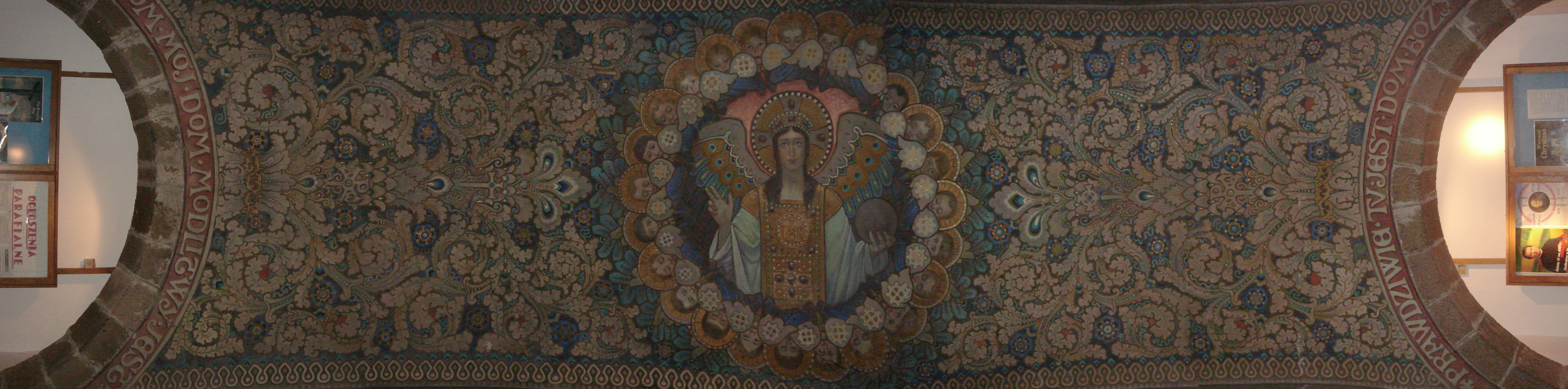
Nawa

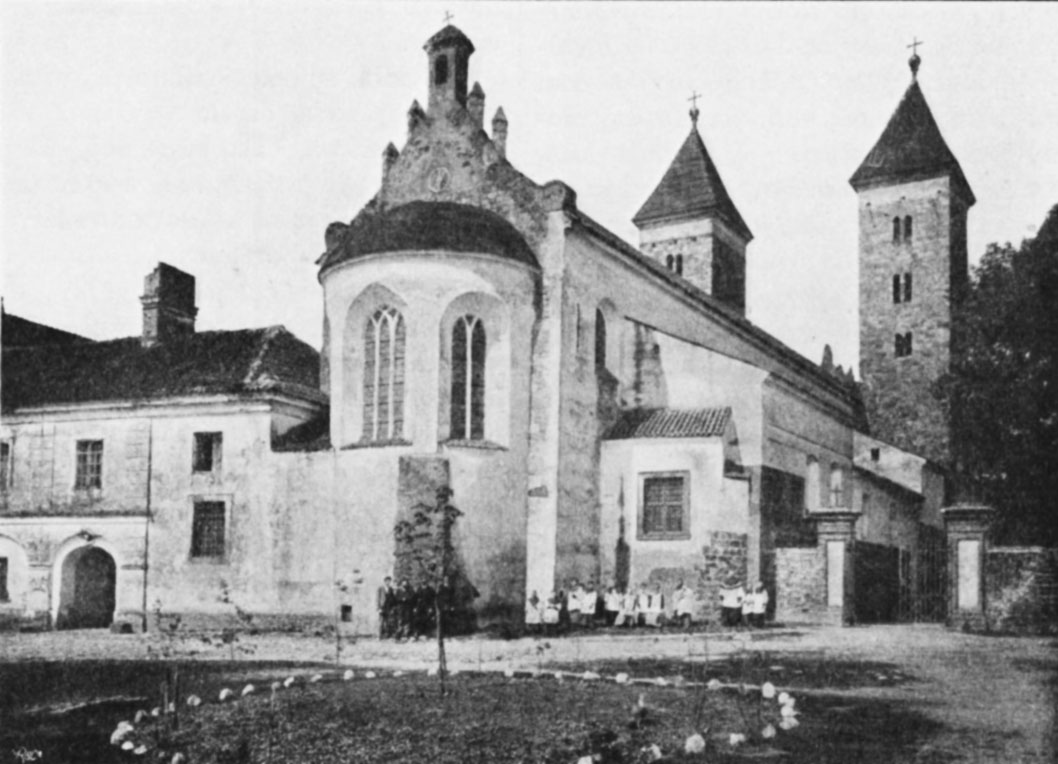
Kościół na przełomie XIX i XX w., widok od wschodu

Bazylika Zwiastowania Najświętszej Marii Panny w Czerwińsku nad Wisłą (zwana też Sanktuarium Matki Bożej Pocieszenia) – romański kościół rzymskokatolicki w Czerwińsku nad Wisłą, dawny kościół klasztorny w klasztorze kanoników regularnych.

## Historia
Kościół powstał wraz z klasztorem kanoników regularnych w drugiej ćwierci XII w. Fundatorem założenia był pochodzący z terenu dzisiejszej Belgii, z okolic Liège, Aleksander z Malonne, biskup płocki w latach 1129–1156. Zapewne w fundacji uczestniczyli też książęta Bolesław Kędzierzawy i Henryk Sandomierski. W lipcu 1410 r. Władysław Jagiełło po przeprawie przez Wisłę modlił się tu o powodzenie swej wyprawy przeciwko Krzyżakom, a po bitwie pod Grunwaldem ponoć ofiarował klasztorowi w podzięce swój hełm, który nosił w bitwie. 
Klasztor kanoników regularnych został skasowany przez władze rosyjskie w 1819 roku. Klasztor wraz z kościołem objęły norbertanki usunięte z Płocka. W 1902 r. i norbertanki odeszły z Czerwińska, w 1923 r. ich miejsce zajęli salezjanie, którzy podjęli się odbudowy zniszczonego przez okres niezamieszkania klasztoru.

## Kościół
Kościół Zwiastowania Najświętszej Marii Panny, choć we właściwej swej bryle pochodzi z drugiej ćwierci XII w. i uznawany jest za bardzo cenny zabytek architektury romańskiej, nosi na sobie również piętno wielu przebudów, które spowodowały dodanie mu elementów gotyckich i barokowych oraz częściowe zatarcie romańskiego charakteru.
Kościół zbudowany został z ciosów granitowych, pochodzących z lokalnie dostępnych głazów narzutowych, pozostawionych przez cofające się lądolody zlodowaceń plejstoceńskich. Niejednorodna kolorystyka kamienia, od ciemnografitowej przez różne odcienie szarości, ugru i różu aż do czerwieni podnosi walory estetyczne budowli.
Powstał w popularnym w średniowieczu typie trójnawowej bazyliki z niskim transeptem, niewielkim prezbiterium i zespołem dwóch wież od zachodu. Od wschodu nawy boczne i prezbiterium zakończone były apsydami. Wnętrze nawy głównej nie posiadało stropu belkowego ani sklepienia – stropy miały być tylko w nawach bocznych. Nawa główna łączyła się z bocznymi poprzez półkoliste arkady, wsparte na ustawionych na zmianę kolumnach i filarach. Para arkad niskiego transeptu, najbliższych prezbiterium była szersza i wyższa od pozostałych. Od zachodu kościół zwieńczono dwiema wieżami czworokątnymi, posiadającymi biforia na trzech górnych kondygnacjach. Wewnątrz kościoła w przestrzeni między wieżami znajdowała się empora.
W połowie XIII w. wzniesiono prostokątną zakrystię burząc apsydę południowej nawy bocznej. Nawę tę zamknęła prosta ściana, na której wymalowano późnoromańską polichromię z historią Noego. Pierwsza poważniejsza przebudowa spotkała kościół po pożarze z 1328 r. Obniżono wówczas pierwszą parę arkad nawy. Kolejne przebudowy gotyckie miały miejsce w początkach XV i na przełomie XV i XVI w. – dokonano wtedy gotyzacji wnętrza, wydłużono prezbiterium ku zachodowi, w głąb kościoła, poprzez poprowadzenie ścian do wnętrza nawy i zamurowanie pierwszej pary arkad, oraz przebudowano fasadę zachodnią, wznosząc m.in. kruchtę z gotyckim szczytem. W tym okresie również dokonywano przebudów kaplic w apsydach.
W 1. połowie XVII w. dokonano barokizacji wnętrza kościoła. Romańskie kolumny i filary międzynawowe obmurowano cegłą i otynkowano. Zbudowano nowy chór muzyczny (w miejsce empory) i dobudowano nową kruchtę niszcząc romański portal. Powiększono większość otworów okiennych, zaś nawy pokryto sklepieniem kolebkowym z lunetami. W XVIII w. dobudowano do fasady zachodniej monumentalne skarpy. Gdy w 1819 r. klasztor skasowano, zabudowania klasztorne wraz z kościołem przejęły norbertanki z Płocka. Kościół pełnił cały czas funkcje parafialne, jednak stan jego systematycznie się pogarszał. Z materiałów ikonograficznych wynika, że w połowie XIX w.wieża północna pozbawiona była więźby dachowej i dachu, a także górnej części murów.
W 1852 r., o czym świadczy data wyryta w piaskowcu nad najwyższym biforium północnej wieży, przeprowadzono gruntowny remont wież z niewielkim podmurowaniem ich partii szczytowych cegłą, wykonaniem nowego kamiennego gzymsu, nowej więźby dachowej oraz nowego pokrycia dachów dachówką ceramiczną. Mury w górnych partiach wież spięto żelaznymi ankrami. Ponowny remont wież przeprowadzono na początku XX w. Na początku XX w. restaurowano też resztę kościoła, pozyskując fundusze ze sprzedaży cegieł z rozebranego zrujnowanego zachodniego skrzydła klasztoru. Tuż przed I wojną światową Stefan Szyller, przy współpracy z Towarzystwem Opieki nad Zabytkami Przeszłości, dokonał częściowej rekonstrukcji portalu romańskiego, którego fragmenty wówczas odnaleziono – wymagało to podniesienia barokowego chóru muzycznego i przesklepienia przedsionka. Przemurowano też frontowy, schodkowy szczyt ceglany, zmieniając nieco jego formę. Dalsze badania i prace przed i po wojnie pozwoliły odkryć i odnowić romańskie polichromie.
Godność bazyliki mniejszej kościołowi nadał papież Paweł VI dekretem z dnia 10 lipca 1968.

### Portal
Portal romański znajdujący się w kruchcie (pierwotnie zaś w przedsionku otwartym) jest niezmiernie bogaty w dekoracje. Pochodzi z 1. połowy XII w., jego autor związany był najpewniej z włoskim warsztatem mistrza Wiligelma z Modeny. W dużym stopniu (i nie w całości) został on zrekonstruowany na początku XX stulecia.
Najciekawsza jest dekoracja kapiteli kolumn w uskokach portalu: na lewym jest antyczny heros ujarzmiający smoki, na prawym zaś maska z liśćmi. Są to symbole żywiołów ognia i wody. Dwie brakujące głowice zapewne nosiły symbole żywiołów ziemi i powietrza, tworząc w ten sposób symbolikę całości świata materialnego. Spośród archiwolt trzy są oryginalne: wewnętrzna z plecionką palmetową, środkowa z wałkiem spiralnym i zewnętrzna z wicią winorośli – najbardziej zewnętrzna archiwolta jest XX-wieczna. Istniejący portal nie posiada tympanonu i nadproża – wiemy jednak, że w nadprożu znajdował się rząd arkadek z figurami apostołów (zachowały się dwie, w lapidarium), zaś tympanon przedstawiał Chrystusa na majestacie w otoczeniu symboli czterech ewangelistów. Dekorację ościeży (w drugim, zewnętrznym, obecnie pustym uskoku) stanowiły też prostokątne nisze z umieszczonymi w nich półpostaciami.
W południowym portaliku bocznym zachowały się oryginalne drzwi z romańskimi okuciami. Znajdowała się na nich kołatka czy antaba, wykonana w 1. poł. XII w. – była to odlana z brązu głowa lwa, której z pyska wystawała ludzka główka. W 1939 r. zrabował ją niemiecki profesor Dagobert Frey.

### Freski
W południowej kaplicy świątyni znajdują się niezmiernie cenne elementy dekoracji malarskiej kościoła.
Na jej ścianie południowej znajdują się pochodzące prawdopodobnie z 1. poł. XIII w. niewielkie fragmenty monumentalnego malowidła przedstawiającego Sąd Ostateczny. Odkryte ono zostało ponad barokowym sklepieniem i przeniesione tutaj w latach 50. XX w.
Na ścianie wschodniej znajdują się malowidła nieco innego charakteru, o grubym konturze. W dwóch górnych rzędach znajdują się sceny z Genesis, co dało asumpt do przypuszczenia, iż freski te wykonał jakiś lokalny skryptor – mogą być one powiększeniem iluminacji ze zdobionego kodeksu Genesis pochodzącego z 2. połowy XII w., przechowywanego niegdyś w bogatej bibliotece klasztornej. W trzech dolnych rzędach w prostokątnych kwaterach przedstawionych jest kilka innych scen staro- i nowotestamentowych: historia Noego (budowa arki), ofiarowanie Izaaka przez Abrahama, a także przedstawienia śś. Piotra, Pawła i Szczepana.
Na tej samej ścianie odkryto również fragmenty malowidła gotyckiego, z XV w., które przeniesione zostały na ścianę północną. Przedstawiało ono najprawdopodobniej pietę. Poza tym przy oknach kaplicy znajdują się renesansowe ornamenty arabeskowe z 1. połowy XVI w., a na ścianie północnej kaplicy znajdują się malowidła XVII-wieczne przedstawiające mękę pańską.
Freski znaleźć możemy również w innych częściach kościoła. W kaplicy północnej znaleźć można resztki malowidła z XV w., w kaplicy klasztornej znajduje się przedstawienie św. Krzysztofa (również XV w.), zaś w głównej apsydzie kościelnej znajdują się malowidła z 2. ćwierci XVI w. przedstawiające 12 apostołów wiązane z Hansem Dürerem.

### Ołtarz
Ołtarz główny wykonany został w Krakowie ok. 1630 r. W jego centrum znajduje się obraz Matki Boskiej Czerwińskiej, uważany za cudowny, namalowany (lub być może tylko odnowiony) w 1612 r. przez Łukasza z Łowicza.